# 梁興
梁興（？—212年），東漢末年关中軍閥之一。
198年，在裴茂、段煨的指挥下，梁兴与张横等人击杀逃到黄白城的李傕并送首给曹操。
211年，粱興隨馬超與韓遂等關中十將十數派軍閥一同起兵抵抗曹操之西進，引發潼關之戰，次年，梁兴在夏侯渊和郑浑的讨伐下被斩杀。
在小说《三国演义》第五十九回中，粱興在賈詡的反间计下，被馬超所殺。

## 评价
- 陈琳：“近者关中诸将，复相合聚，续为叛乱，阻二华，据河渭，驱率羌胡，齐锋东向，气高志远，似若无敌。”
- 胡三省：“当此之时，关西之兵最为精强，而破于操者，法制不一也。”